# Абадија Ларијана
Абадија Ларијана (итал. Abbadia Lariana) је насеље у Италији у округу Леко, региону Ломбардија.
Према процени из 2011. у насељу је живело 2610 становника. Насеље се налази на надморској висини од 233 м.

## Становништво
Према резултатима пописа становништва 2011. у општини је живело 3.249 становника.
| 1936. | 1951. | 1961. | 1971. | 1981. | 1991. | 2001. | 2011. |
| ----- | ----- | ----- | ----- | ----- | ----- | ----- | ----- |
| 1.335 | 1.767 | 2.124 | 2.528 | 3.002 | 3.000 | 3.151 | 3.249 |

## Партнерски градови
- Брно